# Escobedia peduncularis
Escobedia peduncularis är en snyltrotsväxtart som beskrevs av Francis Whittier Pennell. Escobedia peduncularis ingår i släktet Escobedia och familjen snyltrotsväxter. Inga underarter finns listade i Catalogue of Life.